# Bitruncamiento

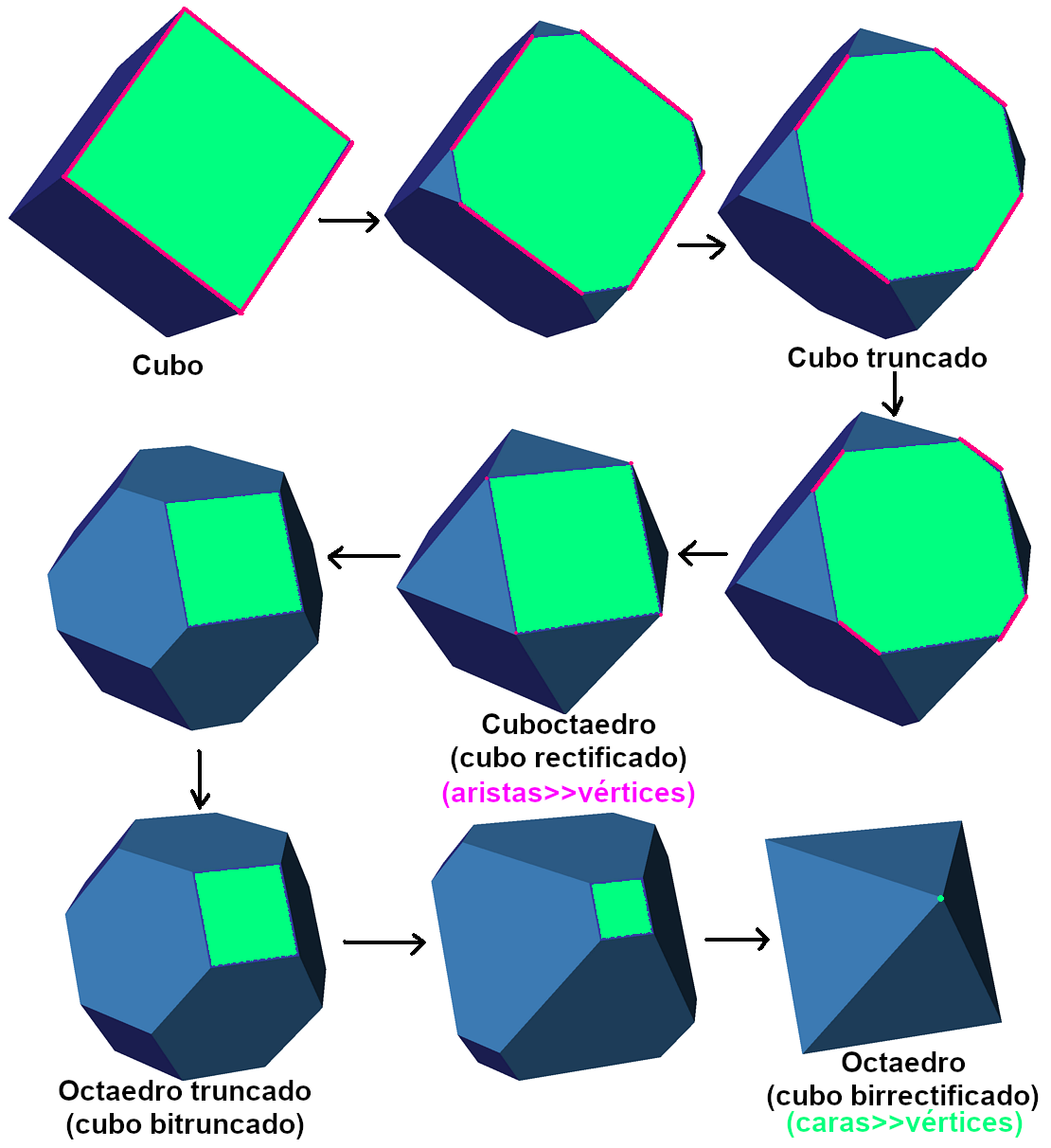
Un cubo bitruncado es un octaedro truncado

En geometría, un bitruncamiento (o también bitruncación o bitruncado) es una operación definida sobre politopos regulares. Representa un truncamiento más allá de la rectificación. Las aristas originales se eliminan por completo y las caras originales permanecen como copias más pequeñas de sí mismas.
Los politopos regulares bitruncados se pueden representar mediante una notación extendida de los símbolos de Schläfli t1,2 {p,q,...}  o 2t {p,q,...}.

## En poliedros regulares y teselados

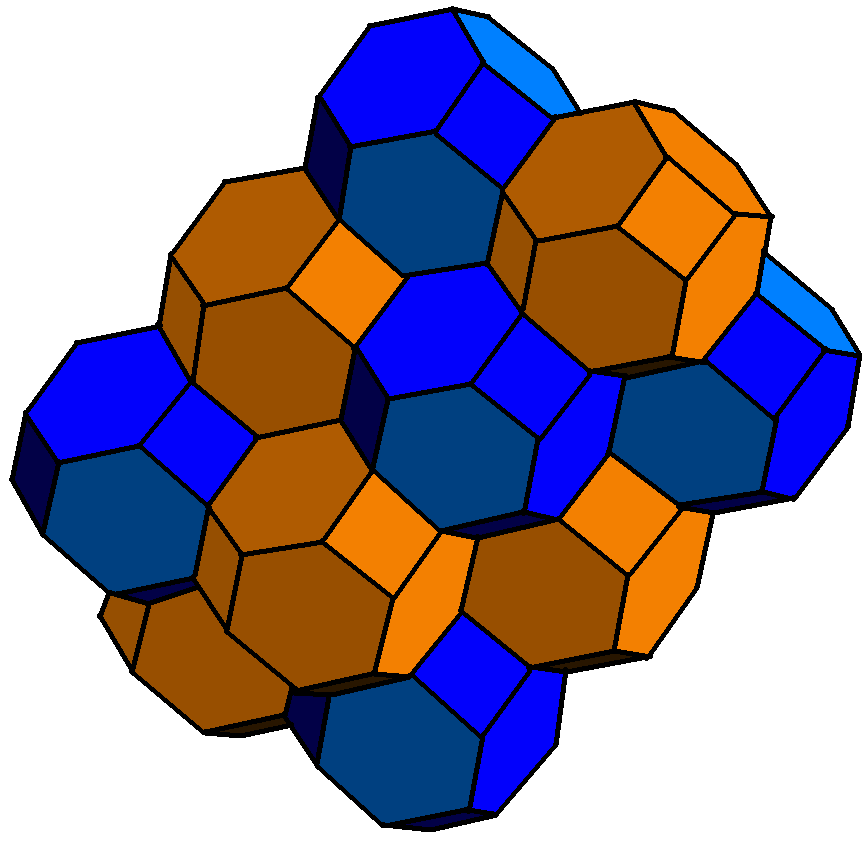
Un panal cúbico bitruncado: las celdas cúbicas se convierten en octaedros truncados de color naranja y los vértices se reemplazan por octaedros truncados de color azul

Para poliedros regulares (es decir, 3-politopos regulares), una forma bitruncada es la forma dual truncada. Por ejemplo, un cubo bitruncado es un octaedro truncado.

## En 4-politopos regulares y panales
Para un polícoro normal, una forma bitruncada es un operador dual-simétrico. Un 4-politopo bitruncado es lo mismo que el dual bitruncado y tendrá el doble de simetría si el 4-politopo original es autodual.
Un politopo regular (o panal) {p, q, r} tendrá sus celdas {p, q} bitruncadas en celdas {q, p} truncadas, y los vértices se reemplazarán por celdas {q, r} truncadas.

### 4-politopos/panales {p,q,p} autoduales
Un resultado interesante de esta operación es que los 4-politopos autoduales {p,q,p} (y los panales) continúan siendo celdas-transitivos después del bitruncamiento. Hay cinco formas de este tipo correspondientes a los cinco poliedros regulares truncados: t{q,p}. Dos son panales en la 3-esfera, uno es un panal en el espacio tridimensional euclídeo y dos son panales en el espacio tridimensional hiperbólico.
| Espacio                          | 4-politopo o panal                                                            | Símbolo de Schläfli Diagrama de Coxeter-Dynkin | Tipo de celda       | Imagen de la celda | Figura de vértice |
| -------------------------------- | ----------------------------------------------------------------------------- | ---------------------------------------------- | ------------------- | ------------------ | ----------------- |
| {\displaystyle \mathbb {S} ^{3}} | 5-celdas bitruncado (10-celdas) (4-politopo uniforme)                         | t1,2{3,3,3} ·                                  | Tetraedro truncado  |                    |                   |
| {\displaystyle \mathbb {S} ^{3}} | 24-celdas bitruncado (48-celdas) (4-politopo uniforme)                        | t1,2{3,4,3} ·                                  | Cubo truncado       |                    |                   |
| {\displaystyle \mathbb {E} ^{3}} | Panal cúbico bitruncado (Panal convexo euclídeo uniforme)                     | t1,2{4,3,4} ·                                  | Octaedro truncado   |                    |                   |
| {\displaystyle \mathbb {H} ^{3}} | Panal icosaédrico bitruncado (Panal convexo hiperbólico uniforme)             | t1,2{3,5,3} ·                                  | Dodecaedro truncado |                    |                   |
| {\displaystyle \mathbb {H} ^{3}} | Panal dodecaédrico de orden 5 bitruncado (Panal convexo hiperbólico uniforme) | t1,2{5,3,5} ·                                  | Icosaedro truncado  |                    |                   |